# Струково (Владимирская область)
Струково — деревня в Собинском районе Владимирской области России, входит в состав Колокшанского сельского поселения.

## География
Деревня расположена в 11 км на север от центра поселения посёлка Колокша и в 16 км на северо-запад от Владимира.

## История
В конце XIX — начале XX века деревня входила в состав Одерихинской волости Владимирского уезда, с 1926 года — в Владимирской волости. В 1859 году в деревне числилось 28 дворов, в 1905 году — 41 дворов, в 1926 году — 41 хозяйств.
С 1929 года деревня являлась центром Струковского сельсовета Владимирского района, с 1945 года — в составе Ставровского района, с 1954 года — в составе Волосовского сельсовета, с 1965 года — в составе Собинского района, с 1976 года — в составе Колокшанского сельсовета, с 2005 года — Колокшанского сельского поселения.

## Население
| 1859 | 1905 | 1926 |
| ---- | ---- | ---- |
| 189  | 221  | 176  |

| 1859 | 1905 | 1926 | 2002 | 2010 | 2021 |
| ---- | ---- | ---- | ---- | ---- | ---- |
| 189  | ↗221 | ↘176 | ↘0   | ↗12  | ↘8   |